# Falacia informal
Las falacias informales son un tipo de argumento incorrecto en el lenguaje natural. La fuente del error no se debe solo a la forma del argumento, como es el caso de las falacias formales, sino que también puede deberse a su contenido y contexto. Las falacias, a pesar de ser incorrectas, generalmente parecen ser correctas y, por lo tanto, pueden seducir las personas para que las acepten y las utilicen. Estas apariencias engañosas a menudo están conectadas con varios aspectos del lenguaje natural, como expresiones ambiguas o vagas, o con la presunción de premisas implícitas en lugar de hacerlas explícitas.
Tradicionalmente, se ha identificado un gran número de falacias informales, como la falacia del equívoco, la falacia de la anfibología, la falacia de composición y de división, el falso dilema, la petición de principio, el argumento ad hominem y el argumento ad ignorantiam. No hay un acuerdo general sobre cómo se deben agrupar las diversas falacias en categorías. Un enfoque que se encuentra a veces en la literatura es distinguir entre falacias de ambigüedad, que tienen su raíz en un lenguaje ambiguo o vago, falacias de presunción, que involucran premisas falsas o injustificadas, y falacias de relevancia, en las que las premisas no son relevantes para la conclusión a pesar de las apariencias de lo contrario.
El enfoque tradicional de las falacias ha recibido muchas críticas en la filosofía contemporánea. Esta crítica suele basarse en el argumento de que las supuestas falacias no son falaces en absoluto, o al menos no en todos los casos. Para superar este problema, se han propuesto enfoques alternativos de cómo concebir los argumentos y las falacias. Estos incluyen el enfoque dialógico, que concibe los argumentos como jugadas en un juego de diálogo cuyo objetivo es persuadir racionalmente a la otra persona. Este juego se rige por varias reglas. Las falacias se definen como violaciones de las reglas dialógicas que impiden el progreso del diálogo. El enfoque epistémico constituye otro marco. Su idea central es que los argumentos desempeñan un papel epistémico: pretenden ampliar nuestro conocimiento proporcionando un puente desde las creencias ya justificadas hasta las creencias aún no justificadas. Las falacias son argumentos que no alcanzan este objetivo al romper una regla de justificación epistémica. En el enfoque bayesiano, las normas epistémicas vienen dadas por las leyes de la probabilidad, que nuestros grados de creencia deberían rastrear.
El estudio de las falacias tiene como objetivo proporcionar una explicación para evaluar y criticar argumentos. Esto implica tanto una explicación descriptiva de lo que constituye un argumento como una explicación normativa de qué argumentos son buenos o malos. En la filosofía, las falacias suelen considerarse una forma de mal argumento y se discuten como tales en este artículo. Otra concepción, más común en el discurso no académico, ve las falacias no como argumentos sino más bien como creencias falsas pero populares.

## Concepción tradicional
Las falacias informales son una forma de argumento incorrecto en el lenguaje natural. Un argumento es una serie de proposiciones, llamadas premisas, junto con una proposición más, llamada conclusión.  Las premisas en los argumentos correctos ofrecen un apoyo deductivo o derrotable (defeasible) a la conclusión. La fuente del error en los argumentos incorrectos puede estar en la forma, el contenido o el contexto del argumento. Si el error se debe solo a la forma, se considera una falacia formal. Las falacias informales también pueden incluir errores formales, pero principalmente involucran errores en el nivel de contenido y contexto. Las falacias informales se expresan en lenguaje natural. Esto conlleva varias dificultades que no se enfrentan al estudiar las falacias formales, como los términos ambiguos, las expresiones vagas o las premisas que se asumen implícitamente en lugar de expresarse explícitamente. Tradicionalmente, se ha identificado un gran número de falacias informales, como la falacia del equívoco, la falacia de la anfibología, la falacia de composición y de la división, el falso dilema, la petición de principio, el argumento ad hominem y el argumento ad ignorantiam. El enfoque tradicional trata de explicar estas falacias utilizando los conceptos y las tesis discutidos en esta sección.

### Argumentos y falacias
Solo los argumentos pueden constituir una falacia. Varias expresiones erróneas no se consideran falacias porque no se hizo ningún argumento, por ejemplo, porque no se citaron razones o no se hizo ninguna afirmación. La idea central de los argumentos es que las premisas apoyan la conclusión o que la conclusión se deduce de las premisas. Los argumentos deductivamente válidos ofrecen la forma más fuerte de apoyo: para ellos, es imposible que la conclusión sea falsa si todas las premisas son verdaderas. Las premisas de los argumentos no deductivos ofrecen un cierto grado de apoyo a su conclusión, pero son derrotables: es posible que todas las premisas sean verdaderas y la conclusión sea falsa. Los argumentos derrotables pueden seguir siendo racionalmente convincentes a pesar de ser falibles. Por lo tanto, no constituyen automáticamente falacias. Las premisas de un argumento pueden considerarse como la base sobre la que se construye la conclusión. Según esta analogía, hay dos cosas que pueden fallar y convertir un argumento en una falacia. Podría ser que la base sea inestable. Pero incluso una base sólida no sirve de nada si no proporciona apoyo a la conclusión en cuestión.
Tradicionalmente, las falacias se han definido por tres condiciones necesarias: "una falacia (i) es un argumento, (ii) que no es válido, y (iii) parece ser válido". Esta definición cubre solo la falacia formal, ya que tiene la invalidez deductiva como condición necesaria. Pero puede modificarse fácilmente para incluir falacias informales reemplazando esta condición con un término más general, como debilidad lógica o razonamiento incorrecto. La última condición incluye un elemento psicológico al referirse a cómo el argumento le aparece al argumentador. Esta condición se utiliza para distinguir las falacias genuinas de los meros errores de razonamiento, por ejemplo, debidos al descuido. La idea es que las falacias tienen un elemento atractivo que va más allá del mero descuido al seducirnos a cometer el error, explicando así por qué se cometen en primer lugar. Algunos filósofos rechazan esta apelación a las apariencias porque la referencia a la psicología complicaría la investigación de varias maneras. Un problema es que las apariencias son diferentes para diferentes personas. Este problema también involucraría a las ciencias sociales para determinar qué grupo de referencia de personas hay que consultar para definir las falacias. Se ha sugerido que, en esencia, el estudio de las falacias se trata de aspectos normativos de argumentos y no de su fuerza persuasiva, que en cambio es estudiada por la psicología empírica.

### Forma, contenido y contexto
La fuente del error en los argumentos incorrectos puede estar en la forma, el contenido o el contexto del argumento. La forma o estructura de un argumento también se denomina "regla de inferencia". La regla de inferencia más conocida es el modus ponens, que establece que dada una premisa de la forma "Si p, entonces q" y otra de la forma "p", entonces la conclusión es "q". Las reglas de inferencia son formales porque dependen solo de la estructura o la sintaxis de las premisas y no de su contenido. Así, un argumento basado en el modus ponens es válido sin importar qué contenido proposicional se use para "p" y "q".
El contenido de un argumento se encuentra en el nivel de sus proposiciones: es lo que ellas expresan. La fuente de muchas falacias informales se encuentra en una premisa falsa. Por ejemplo, un falso dilema es una falacia basada en una falsa afirmación disyuntiva que simplifica en exceso la realidad al excluir alternativas viables.
El contexto de un argumento se refiere a la situación en la que se utiliza. Dependiendo del contexto, puede tener diferentes funciones. Una forma de ser falaz es que el argumento no cumpla la función que debería cumplir. La falacia del hombre de paja, por ejemplo, consiste en atribuir incorrectamente una posición débil al oponente y luego refutar esta posición. El argumento en sí mismo puede ser válido en el sentido de que la refutación de la posición opuesta realmente tiene éxito. El error se encuentra en el nivel del contexto, ya que el oponente no mantiene esta posición. Esta dependencia de un contexto significa que el mismo argumento puede tener éxito en otro contexto: contra un oponente que realmente sostenga la posición del hombre de paja.

### Lenguaje natural y contraste con falacias formales
Las falacias formales son argumentos deductivamente inválidos. Son de especial interés para el campo de la lógica formal, pero solo pueden explicar un pequeño número de las falacias conocidas, por ejemplo, como la afirmación del consecuente o la negación del antecedente. Muchas otras falacias utilizadas en el lenguaje natural, por ejemplo, en la publicidad o en la política, involucran falacias informales. Por ejemplo, los falsos dilemas o la petición de principio son falacias a pesar de ser deductivamente válidas. Son estudiadas por la lógica informal.  Parte de la dificultad de analizar las falacias informales se debe al hecho de que su estructura no siempre está claramente expresada en el lenguaje natural. A veces, ciertas palabras clave como "porque", "por lo tanto", "ya que" o "por consiguiente" indican qué partes de la expresión constituyen las premisas y qué parte la conclusión. Pero otras veces esta distinción permanece implícita y no siempre es obvio qué partes deben identificarse como premisas y conclusiones. Muchos argumentos informales incluyen premisas entimemáticas: premisas que no se declaran explícitamente, sino que se presumen tácitamente. En algunas disputas domésticas y debates políticos, no está claro desde el principio sobre qué discuten las dos partes y qué tesis pretenden defender. A veces, la función del debate es más aclarar estos puntos preliminares que avanzar en los argumentos reales.
A la distinción entre falacias formales e informales se oponen los deductivistas, quienes sostienen que la invalidez deductiva es la razón de todas las falacias. Una forma de explicar que algunas falacias no parecen ser deductivamente inválidas es sostener que contienen varias suposiciones ocultas, como es común en los argumentos del lenguaje natural. La idea es que las falacias informales aparentes pueden convertirse en falacias formales haciendo explícitas todas estas suposiciones y revelando así la invalidez deductiva. La afirmación de que esto es posible para todas las falacias no es generalmente aceptada. Un requisito para un tratamiento formal es traducir los argumentos en cuestión al lenguaje de la lógica formal, un proceso conocido como "formalización". En este proceso, a menudo hay que ignorar muchas de las sutilezas del lenguaje natural. Algunos cuerpos de conocimiento pueden formalizarse sin muchos residuos, pero otros se resisten a la formalización. Esto también es cierto para muchas falacias informales.

## Otros enfoques
El enfoque tradicional de las falacias ha recibido muchas críticas en la filosofía contemporánea. Esta crítica suele basarse en el argumento de que algunas de las supuestas falacias no son falaces en absoluto, o al menos no en todos los casos. Se han propuesto varios enfoques alternativos sobre cómo deben concebirse los argumentos y las falacias. Estas alternativas a menudo pretenden mostrar que, en vista de su perspectiva, es posible evaluar si una supuesta falacia es realmente falaz en un caso determinado. El enfoque dialógico utiliza un marco de teoría de juegos para definir argumentos y ve las falacias como violaciones de las reglas del juego. Según el enfoque epistémico, el objetivo de los argumentos es ampliar nuestro conocimiento proporcionando un puente desde las creencias ya justificadas hasta las creencias aún no justificadas. Las falacias son argumentos que no alcanzan este objetivo al romper una regla de justificación epistémica. Se ha sugerido que puede que no haya un marco único para evaluar todas las falacias, sino solo una variedad de ideales según los cuales un argumento determinado puede ser bueno o malo.

### Dialógico
El enfoque dialógico ve los argumentos no simplemente como una serie de premisas junto con una conclusión, sino como un acto de habla dentro de un diálogo que tiene como objetivo persuadir racionalmente a la otra persona de la propia posición. Una versión prominente de este enfoque es defendida por Douglas N. Walton. Según su concepción teórica de juegos, un diálogo es un juego entre dos jugadores. Al principio, cada jugador está comprometido con un conjunto de proposiciones y tiene una conclusión que pretende probar. Un jugador ha ganado si es capaz de persuadir al oponente de su propia conclusión. En este sentido, los diálogos pueden caracterizarse como "juegos de persuasión". Los jugadores pueden ejecutar varias jugadas que afectan a lo que están comprometidos. En este marco, los argumentos son jugadas que toman los compromisos del oponente como premisas y conducen a la conclusión que uno está tratando de probar. Dado que esto a menudo no es posible directamente, se toman varios pasos intermedios, en los que cada argumento da algunos pasos hacia la conclusión deseada al proponer una conclusión intermedia para que el oponente la acepte. Este juego se rige por varias reglas que determinan, entre otras cosas, qué jugadas están permitidas y cuándo. El enfoque dialógico permite distinguir entre argumentos positivos, que apoyan la propia conclusión, y argumentos negativos, que niegan la conclusión del oponente.
Desde esta perspectiva, las falacias se definen como violaciones de las reglas del diálogo. Son "argumentos engañosamente malos que impiden el progreso del diálogo". La falacia del hombre de paja, por ejemplo, consiste en atribuir incorrectamente una posición débil al oponente y luego probar que esta posición lleva a la propia conclusión. Este error no es lógico en sentido estricto, sino dialógico: la conclusión bien puede seguirse de estas premisas, pero el oponente no mantiene estos compromisos. En algunos casos, varía de una partida a otra si una jugada determinada se considera una falacia o no. Por ejemplo, hay casos en los que la "falacia" de tu quoque no es ninguna falacia en absoluto. Este argumento, también conocido como apelación a la hipocresía, trata de desacreditar el argumento del oponente al afirmar que el comportamiento del oponente es inconsistente con la conclusión del argumento. Esta jugada no necesariamente rompe las reglas del diálogo. En cambio, puede revelar una debilidad en la posición del oponente al desviar sus críticas hacia él mismo. Esta jugada traslada la carga de la prueba hacia el oponente, fortaleciendo así la propia posición. Pero sigue constituyendo una falacia si solo se usa para evadir un argumento.

### Epistémico
La idea central detrás del enfoque epistémico es que los argumentos desempeñan un papel epistémico: pretenden ampliar nuestro conocimiento al proporcionar un puente desde las creencias ya justificadas hasta las creencias aún no justificadas. Las falacias son argumentos que no alcanzan este objetivo al romper una regla de justificación epistémica.  Esto explica, por ejemplo, por qué los argumentos que son accidentalmente válidos siguen siendo de alguna manera defectuosos: porque el propio argumentador carece de una buena razón para creer en la conclusión.
La falacia de la petición de principio, desde esta perspectiva, es una falacia porque no logra ampliar nuestro conocimiento al proporcionar una justificación independiente para su conclusión. En cambio, la conclusión ya se presupone en una de sus premisas. Un enfoque puramente lógico, por otro lado, no logra explicar la naturaleza falaz de la petición de principio, ya que el argumento es deductivamente válido.
El enfoque bayesiano constituye una forma especial del enfoque epistémico. El bayesianismo interpreta los grados de creencia como probabilidades subjetivas, es decir, como el grado de certeza del creyente de que la proposición creída es verdadera. Desde este punto de vista, el razonamiento basado en un argumento puede interpretarse como un proceso de cambio de grados de creencia, generalmente en respuesta a nueva información entrante.  Las falacias son argumentos probabilísticamente débiles, es decir, tienen una probabilidad baja en el modelo bayesiano. Si un argumento constituye una falacia o no depende de los grados de creencia de la persona que evalúa el argumento. Esto significa que lo que constituye una falacia para un argumentador puede ser un argumento sólido para otro. Esto explica por qué, cuando se intenta persuadir a alguien, hay que tener en cuenta las creencias de la audiencia. Pero también puede dar sentido a argumentos independientes de una audiencia, a diferencia del enfoque dialógico.
Esta perspectiva es muy adecuada para explicar por qué algunas formas del argumento del efecto dominó constituyen falacias pero otros no. Los argumentos del efecto dominó argumentan en contra de una determinada propuesta basándose en el hecho de que esta propuesta traería consigo una cadena causal de eventos que finalmente conduciría a un mal resultado. Pero incluso si cada paso de esta cadena es relativamente probable, el cálculo probabilístico aún puede revelar que la probabilidad de que todos los pasos ocurran juntos es bastante pequeña. En este caso, el argumento constituiría una falacia. Pero los argumentos del efecto dominó están racionalmente justificados si las probabilidades asociadas son suficientemente altas.

## Tipos
En la literatura académica se ha discutido una gran variedad de falacias informales. Hay una controversia tanto sobre si un determinado argumento constituye realmente una falacia en todos sus casos como sobre la manera en que las diferentes falacias deberían agruparse en categorías. La categorización aquí sigue propuestas comúnmente encontradas en la literatura académica en estos o similares términos. Distingue entre falacias de ambigüedad, que tienen su raíz en un lenguaje ambiguo o vago, falacias de presunción, que involucran premisas falsas o injustificadas, y falacias de relevancia, en las que las premisas no son relevantes para la conclusión a pesar de las apariencias de lo contrario. Se han propuesto otras categorizaciones y algunas falacias dentro de esta categorización también podrían agruparse en otra categoría.

### Falacias de ambigüedad
La fuente del error de las falacias de ambigüedad reside en el uso del lenguaje. Esto se debe al hecho de que muchos términos del lenguaje natural tienen significados ambiguos o vagos. Los términos ambiguos tienen varios significados, mientras que los términos vagos tienen un significado poco claro. Las falacias de ambigüedad a menudo resultan en disputas meramente verbales: las partes que discuten tienen temas diferentes en mente y, por lo tanto, no se entienden sin ser conscientes de esto. Una forma de evitar o resolver estas falacias es aclarar el lenguaje, por ejemplo, comprometiéndose con las definiciones e introduciendo nuevas distinciones. Tales reformulaciones pueden incluir una condensación del argumento original para facilitar la detección del paso erróneo.
Las falacias de ambigüedad son quizás mejor ejemplificadas por la falacia de equívoco, en la que el mismo término aparece con dos significados diferentes en las premisas,  por ejemplo: 
Los veleros usan velas.
Velas están hechas de cera.
Por lo tanto, los veleros usan cera.
La fuente de esta falacia se debe a la ambigüedad del término "vela", que se utiliza primero en el sentido náutico y después en el sentido de "candela". Los equívocos son especialmente difíciles de detectar en los casos en que los dos significados están muy estrechamente relacionados entre sí.
La falacia de la anfibología también implica una ambigüedad de significado. Pero esta ambigüedad no surge en el nivel de los términos individuales, sino en el nivel de la oración en su conjunto debido a la ambigüedad sintáctica, por ejemplo: 
"La policía recibió la orden de parar el consumo de alcohol en el campus después de la medianoche.
Por lo tanto, ahora son capaces de responder a las emergencias mucho mejor que antes".
Según una interpretación, a la policía no se le permite beber alcohol. Según otra, ahora es el trabajo de la policía impedir que otras personas beban. El argumento parece plausible en la primera interpretación, pero falaz en la última.
Las falacias de división y composición se deben a la ambigüedad del término "todos" y expresiones similares. Este término tiene un significado colectivo y otro distributivo. Por ejemplo, la oración "todos los ciudadanos son lo suficientemente fuertes para resistir a un tirano" puede significar tanto que todos juntos son lo suficientemente fuertes (colectivo) como que cada uno individualmente es lo suficientemente fuerte (distributivo). Se comete la falacia de división si se infiere de la oración en el sentido colectivo que un individuo específico es lo suficientemente fuerte. La falacia de composición se comete si se infiere del hecho de que cada miembro de un grupo tiene una propiedad que el grupo en su conjunto tiene esta propiedad. Por ejemplo, "cada miembro del equipo de investigación era un excelente investigador", por lo tanto, "era un excelente equipo de investigación". Cualquier forma de transferir falazmente una propiedad del todo a sus partes o al revés pertenece a la categoría de falacias de división y composición, incluso cuando la ambigüedad lingüística no es la causa.

### Falacias de presunción
Las falacias de presunción implican una premisa falsa o injustificada, pero a menudo son válidas por lo demás. Esta premisa problemática puede tomar diferentes formas y la creencia en ella puede ser causada de diferentes maneras, correspondientes a las diversas subcategorías en este campo. Muchas (supuestas) falacias bien conocidas en el campo de la filosofía caen en esta categoría, por ejemplo, la falacia naturalista, la falacia moralista o la falacia intencional.
Un falso dilema es una falacia de presunción basada en una falsa afirmación disyuntiva que simplifica en exceso la realidad al excluir alternativas viables. Por ejemplo, se comete un falso dilema cuando se afirma que "Stacey habló en contra del capitalismo, por lo tanto, debe ser comunista". Una de las opciones excluidas es que Stacey no sea ni comunista ni capitalista. Nuestra propensión a cometer falsos dilemas puede deberse a la tendencia a simplificar la realidad ordenándola a través de afirmaciones de tipo "o...o".
En el caso de las falacias de generalización, la premisa falsa se debe a una generalización errónea. En el caso de la falacia de generalización indiscriminada (fallacy of sweeping generalization), una regla general se aplica incorrectamente a un caso excepcional. Por ejemplo, "toda persona tiene derecho a su propiedad. Por lo tanto, a pesar de que Jones había sido declarado loco, usted no tenía derecho a quitarle su arma".: 147  La generalización en este caso ignora que la locura es un caso excepcional al que los derechos generales de propiedad no se aplican sin restricciones. La generalización apresurada (hasty generalization), por otro lado, implica el error inverso de sacar una conclusión universal basada en un pequeño número de casos. Por ejemplo, "he conocido a dos personas en Nicaragua hasta ahora, y ambas fueron amables conmigo. Por lo tanto, todas las personas que conoceré en Nicaragua serán amables conmigo".
La petición de principio es una forma de razonamiento circular en la que la conclusión ya está asumida en las premisas.  Debido a esto, las premisas no pueden proporcionar un apoyo independiente para la conclusión. Por ejemplo, la afirmación "El verde es el mejor color porque es el más verde de todos los colores", no ofrece ninguna razón independiente además de la suposición inicial para su conclusión. Detectar esta falacia puede ser difícil cuando se trata de un argumento complejo con muchos subargumentos, lo que resulta en un círculo grande.

### Falacias de relevancia
Las falacias de relevancia involucran premisas que no son relevantes para la conclusión a pesar de las apariencias de lo contrario. Sin embargo, pueden lograr persuadir a la audiencia gracias a su carga emocional, por ejemplo, jugando con el prejuicio, la compasión o el miedo.
Los argumentos ad hominem constituyen una clase importante entre las falacias de relevancia. En ellos, el argumentador intenta atacar una tesis atacando a la persona que pronuncia esta tesis en lugar de atacar la tesis en sí. Rechazar una teoría en física porque su autor es judío, lo que era común en la comunidad física alemana a principios de la década de 1930, es un ejemplo de la falacia ad hominem. Pero no todos los argumentos ad hominem constituyen falacias. Es una práctica común y razonable en los tribunales, por ejemplo, defenderse de una acusación poniendo en duda la fiabilidad de los testigos. La diferencia entre los argumentos ad hominem falaces y los justificados depende de la relevancia del carácter de la persona atacada para la tesis en cuestión. La herencia cultural del autor parece tener muy poca relevancia en la mayoría de los casos para las teorías de la física, pero la fiabilidad de un testigo en un tribunal es muy relevante para saber si uno está justificado en creer su testimonio. El whataboutism es una forma especial de la falacia ad hominem que intenta desacreditar la posición de un oponente acusándolo de hipocresía sin refutar o desmentir directamente su argumento. Se asocia especialmente con la propaganda soviética y rusa.
El argumento ad ignorantiam es otra falacia debida a la irrelevancia. Se basa en la premisa de que no hay pruebas para una determinada afirmación. De esta premisa se extrae la conclusión de que, por esto, esa afirmación debe ser falsa. Por ejemplo, "nadie me ha demostrado nunca que exista un Dios, así que sé que no existe". Otra versión del argumento ad ignorantiam concluye, a partir de la ausencia de pruebas contra una afirmación, que esta afirmación debe ser verdadera.
Los argumentos por analogía también son susceptibles a falacias de relevancia. Una analogía es una comparación entre dos objetos basada en la similitud.  Los argumentos por analogía involucran inferencias de información sobre un objeto conocido (la fuente) a las características de un objeto desconocido (el objetivo) basadas en la similitud entre los dos objetos. Los argumentos por analogía tienen la siguiente forma: a es similar a b y a tiene la característica F, por lo tanto, b probablemente también tiene la característica F. La solidez de tales argumentos depende de la relevancia de esta similitud para la característica inferida. Sin esta relevancia, el argumento constituye una analogía errónea o falsa, por ejemplo: "Si un niño recibe un juguete nuevo, querrá jugar con él; por lo tanto, si una nación recibe armas nuevas, querrá usarlas".